# Desa Sumingkir (administrativ by i Indonesien, lat -7,62, long 109,04)
Desa Sumingkir är en administrativ by i Indonesien.   Den ligger i provinsen Jawa Tengah, i den västra delen av landet, 290 km sydost om huvudstaden Jakarta.